# Nová vlna amerického heavy metalu
Nová vlna amerického heavy metalu (v angličtině New Wave of American Heavy Metal nebo NWOAHM) je hnutí, které vzniklo v USA v první polovině 90. let 20. století a největšího rozmachu dosáhlo v posledních letech 1. dekády 21. století. Některé kapely považované za součást hnutí vznikly už koncem 80. let, avšak vliv a popularitu si vydobyly až v následujícím desetiletí. Pojem NWOAHM je odvozený od názvu hnutí Nová vlna britského heavy metalu z konce 70. let.
I když se tento pojem používá v médiích stále častěji, nebyl dosud jasně definován.Částečně to má na svědomí fakt, že se k hnutí připojují stále další kapely, které nejsou tak jasně žánrově vyhrazeny, aby se dalo hovořit o nové žánrové nálepce. Dlouholetý metalový autor Garry Sharpe-Young přišel s charakteristikou, která pomohla klasifikovat NWOAHM jako "manželství riffování v evropském stylu a hrdelních vokálů". Více kapelám NWOAHM se připisuje, že opět dovedly heavy metal do hlavního proudu populární hudby.